# Wadsworth (Texas)
Wadsworth es un lugar designado por el censo ubicado en el condado de Matagorda en el estado estadounidense de Texas. En el Censo de 2020 tenía una población de 302 habitantes y una densidad poblacional de 15,59 habitantes por km². Fue incluido como CDP en el censo de 2020.

## Geografía
Wadsworth se encuentra ubicado en las coordenadas 28°49′21″N 95°55′39″O / 28.82250, -95.92750. Según la Oficina del Censo de los Estados Unidos,  tiene una superficie total de 19,37 km², de la cual 19,34 km² corresponden a tierra firme y 0,03 km² a agua.